# Seitensprung in Manhattan
Seitensprung in Manhattan (Originaltitel: The Daytrippers) ist eine US-amerikanisch-kanadische Filmkomödie aus dem Jahr 1996. Die Regie führte Greg Mottola, der auch das Drehbuch schrieb. Die Hauptrollen spielten Stanley Tucci und Hope Davis.

## Handlung
Eliza lebt in einer Kleinstadt und ist glücklich mit Louis D’Amico verheiratet, der in New York City arbeitet. Eines Tages findet sie einen Liebesbrief an ihn, über den sie mit ihrer Familie spricht. Eliza, ihre Eltern, ihre Schwester Jo und Jos Freund Carl fahren nach New York, um Louis zur Rede zu stellen.
In New York streitet Jo mit Carl. Ihre Mutter Rita meint, Carl wäre das beste, was Jo im Leben erwarten könne. Jo erinnert, dass Rita bereits Eliza drängte, Louis zu heiraten.
Die Familie geht auf eine Party, wo Eliza Louis sieht. Sie beobachtet ihn eine Weile, bis er einen Mann küsst. Erst dann entdeckt Louis seine Frau. Es stellt sich heraus, dass seine Beziehung mit dem Mann bereits seit Monaten andauert. Rita beschimpft Louis als einen Perversling und will, dass die ganze Familie zurück nach Hause fährt. Eliza steigt aus dem Wagen aus und spricht versöhnlich mit Louis. Dann geht sie spazieren.
Jo versöhnt sich mit Carl, dann holt sie ihre Schwester ein und tröstet sie.

## Kritiken
Roger Ebert schrieb in der Chicago Sun-Times vom 18. April 1997, der Charakter von Eliza bewahre die ganze Zeit Ruhe. Ihre Mutter Rita verhalte sich unerträglich. Das Ende des Films sei enttäuschend. Ebert verglich die Dialoge mit den Dialogen im Film Pulp Fiction von Quentin Tarantino.
Mick LaSalle schrieb in der San Francisco Chronicle vom 4. April 1997, die Komödie sei für einen Film mit einem niedrigen Budget perfekt. Er lobte die Besetzung und die Darstellungen.

## Auszeichnungen
Greg Mottola gewann im Jahr 1996 den Kritikerpreis des Toronto International Film Festivals, den Grand Jury Prize des Slamdance Film Festivals und den Publikumspreis des Athens International Film Festivals. Im Jahr 1997 gewann er für die Regie zwei Auszeichnungen des portugiesischen Festival Internacional de Cinema do Porto. Im Jahr 1996 wurde er für den Grand Special Prize des Deauville Film Festival nominiert.
Der Film wurde im Jahr 2000 für den ungarischen Csapnivalo Award nominiert.